# Un dì, felice, eterea
«Un dì, felice, eterea» — дуэт из первого акта оперы Джузеппе Верди «Травиата» на либретто Франческо Мария Пьяве.
По сюжету оперы дуэт исполняется главными героями оперы: провинциальным юношей Альфредом Жермоном (тенор) и куртизанкой Виолеттой Валери (сопрано), во время званого вечера, даваемого Валери в своем парижском салоне. Альфред, с первого взгляда влюбившийся в очаровательную Виолетту, признается ей в своих чувствах, но получает отказ.
Мелодия дуэта является важной мелодической темой оперы. Как поясняет Алан Монтгомери, дуэт служит выразительным примером работы Верди с дополнительными указаниями для исполнителей: начало партии Альфреда композитор маркирует стаккато, чтобы подчеркнуть, что герой взвешивает каждое слово.
Дуэт был записан многими выдающимися исполнителями, в рамках записи всей оперы или же отдельно. Широко известны, в частности, запись Марии Каллас и Джузеппе ди Стефано (1955), запись того же Ди Стефано с другой солисткой, Антониеттой Стелла (1952; как указывает современный критик, партия Альфреда «никогда не была спета столь трогательно, хотя и с совершенным самообладанием»), трактовки Джоан Сазерленд и Лучано Паваротти, Анны Нетребко и Роландо Вильясона (2005).
Музыка дуэта была использована в фильме «Красотка» (1990). В 2004 году дуэт (в одноголосном исполнении) был записан Дэвидом Бирном и вошёл в его альбом «Grown Backwards».